# Bremblens
Bremblens es una comuna suiza del cantón de Vaud, situada en el distrito de Morges. Limita al norte con la comuna de Romanel-sur-Morges, al noreste con Aclens y Bussigny-près-Lausanne, al sureste con Echandens, al sur con Lonay, al suroeste y oeste con Echichens.
Hasta el 31 de diciembre de 2007 la comuna formó parte del círculo de Ecublens.